# B.O.D.Y.
『B.O.D.Y.』（ボディ）は、美森青による日本の漫画作品。単行本全15巻。また、ドラマCDも発売されている。

## あらすじ
凌子は隣の席の藤に興味を抱いていたが、実は彼は出張ホストのバイトをしていた。その事実を知り、最初は敵視していた凌子だったが、だんだんと藤に惹かれていく。つきあうようになった2人だがいろいろな困難が待ち受けていて……。

## 書誌情報
- 美森青 『B.O.D.Y.』 集英社 〈マーガレットコミックス〉 全15巻
  1. 2004年4月発行、ISBN 4-08-847736-7
  2. 2004年9月発行、ISBN 4-08-847783-9
    - さぁ今日も学校だ

  3. 2005年1月発行、ISBN 4-08-847820-7
  4. 2005年5月発行、ISBN 4-08-847859-2
  5. 2005年9月発行、ISBN 4-08-847891-6
  6. 2006年2月発行、ISBN 4-08-846033-2
  7. 2006年6月発行、ISBN 4-08-846069-3
  8. 2006年10月発行、ISBN 4-08-846107-X
  9. 2007年2月発行、ISBN 978-4-08-846143-4
  10. 2007年6月発行、ISBN 978-4-08-846182-3
  11. 2007年10月発行、ISBN 978-4-08-846227-1
  12. 2008年2月発行、ISBN 978-4-08-846266-0
  13. 2008年6月発行、ISBN 978-4-08-846306-3
  14. 2008年10月発行、ISBN 978-4-08-846345-2
  15. 2009年2月発行、ISBN 978-4-08-846385-8

## ドラマCD
- 2006年9月29日発売、原作:美森青、出演:川上とも子、諏訪部順一、保志総一朗、鈴木達央、高山みなみ他、集英社 ISBN 4-08-901147-7

### 登場人物
キャストはドラマCDのもの。
佐倉 凌子（さくら りょうこ）
声 ‐ 川上とも子
主人公。16歳。ホストとは知りつつ、藤と付き合うことに。誕生日11月22日。159cm。47㎏。A型。
藤 竜之介（ふじ りゅうのすけ）
声 ‐ 諏訪部順一
凌子の彼氏で、元NO.1ホスト。凌子のために後にホストを辞める。16歳。誕生日12月27日。177cm。63㎏。O型。
沢村 仁（さわむら じん）
藤がアルバイトしていた出張ホストクラブの社長。28歳。誕生日7月3日。175cm。59㎏。A型。
稲葉 真吾（いなば しんご）
声 ‐ 保志総一朗
図書委員長。凌子の理想そのものの好青年で、凌子に運命の相手と惚れられる。凌子と藤が付き合うきっかけを与えた。16歳。誕生日3月1日。AB型。173cm。60kg。
水乃小路 蘭（みずのこうじ らん）
藤のアルバイト先の客で、藤に好意を持っている。23歳。誕生日1月13日。B型。167cm。48㎏。
しのぶさん
藤のアルバイト先の先輩で、藤と凌子の恋を応援している。
三宅　アスカ（みやけ　あすか）
凌子の親友。
諸星　雪（もろぼし　ゆき）
凌子の親友。
白井　光介（しらい　こうすけ）
1つ下の後輩。ホストでアスカの彼氏。
平野　泉（ひらの　いずみ）
中学校時代の藤の家庭教師。高校の教師になり、佐倉と藤の仲をこわす。
蔵馬（くらま）
凌子に一目惚れ。藤と凌子の復縁に協力。
シュウ（しゅう）
蔵馬のバンド仲間。蔵馬と凌子の恋を応援しているかのような台詞を吐くが、本心は藤への仕返しであり、聞こえの良い言葉を口にしては皆を言いくるめ、凌子と藤の恋を邪魔し続けている。最終巻で雪の彼氏となる。